# یواس‌اس مورنو (ای‌تی-۸۷)
یواس‌اس مورنو (ای‌تی-۸۷) (به انگلیسی: USS Moreno (AT-87)) یک کشتی بود که طول آن ۲۰۵ فوت (۶۲ متر) بود. این کشتی در سال ۱۹۴۲ ساخته شد.